# التنظير المرتكز
[التنظير المرتكز] طريقة في التحليل الكمي أخذت من النظرية المرتكزة وغرضها استنباط نظريات في الظواهر النفسية والاجتماعية ونحوها.